# Nintendo Switch Proコントローラー
Nintendo Switch Proコントローラー（ニンテンドースイッチ プロコントローラー）は、任天堂が開発し、さまざまなメーカーが製造するNintendo Switch用ゲームコントローラーである。このコントローラーは、Joy-Conの代替として使用される。Nintendo Switch 2 Proコントローラーは、追加ボタンを備えた、Nintendo Switch 2本体向けの代替コントローラーである。

## デザインと特徴

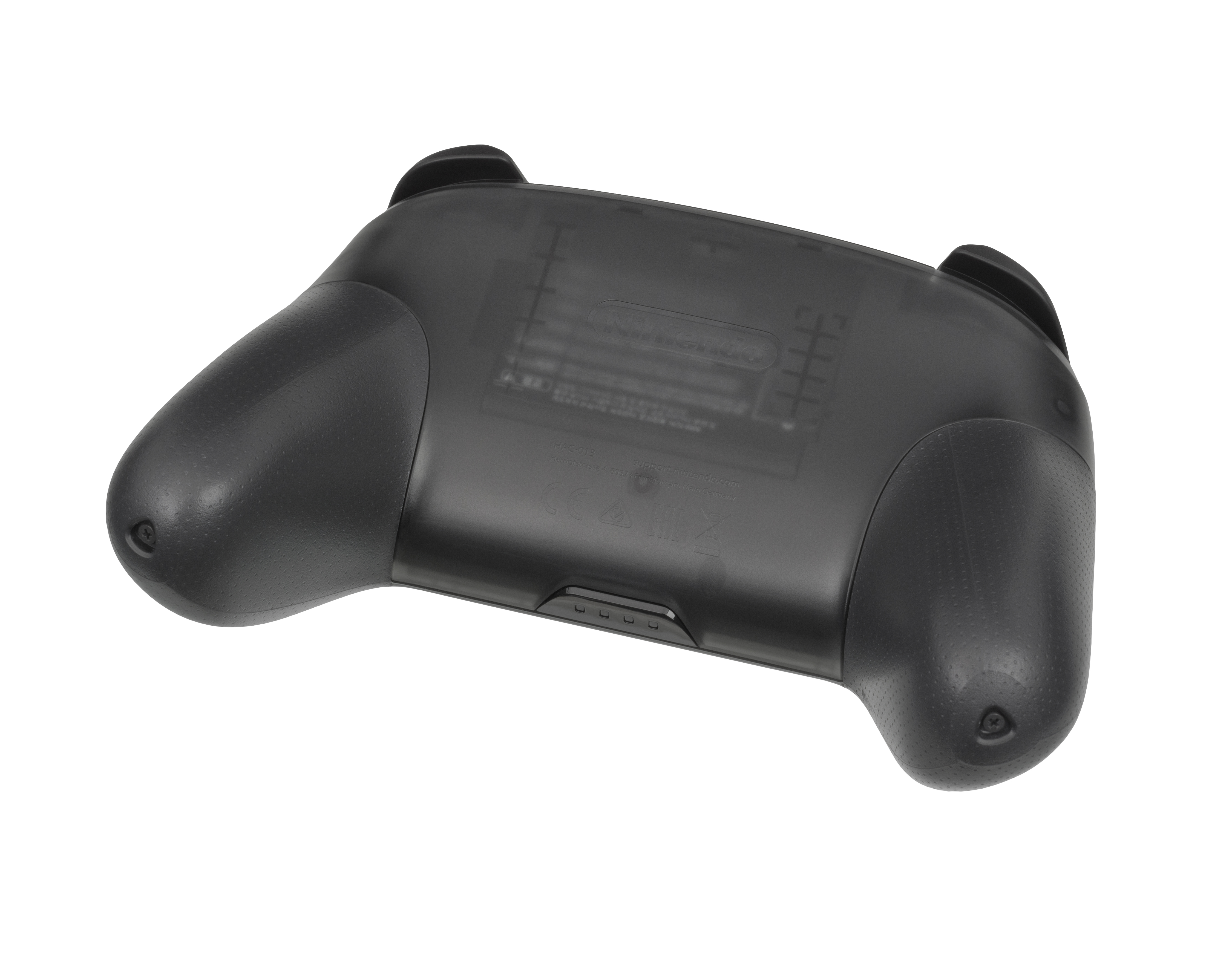
Nintendo Switch Proコントローラーの背面。

Nintendo Switch Proコントローラーは、Wiiのクラシックコントローラ PROに似たボタン配置を採用しているが、ゲームキューブ コントローラやマイクロソフトのXboxコントローラシリーズで使用される、ずらしたアナログスティックの配置を採用している。Nintendo Switchでは最大8台のProコントローラーを同時に使用できる。
このコントローラーは、任天堂のamiiboに対応する近距離無線通信、HD振動、およびモーションコントロールをサポートしている。
バッテリーは完全充電に約6時間かかり、ニンテンドー3DSやWii U Proコントローラーと同じCTR-003バッテリーを使用しているため交換可能である。完全充電後のバッテリー持続時間は約40時間である。
充電にはUSB-Cコネクターを使用し、付属のUSB-CからUSB Type-AケーブルでSwitchドックのUSB-A 2.0ポートに接続可能である。

## PCおよびスマートフォンでのサポート
Nintendo Switch Proコントローラーは、PCとペアリングまたは接続して使用することが可能である。特にSteamでは、2018年5月9日のベータクライアントアップデートによりProコントローラーのサポートが追加された。
また、ProコントローラーはiPhoneやiPadでも使用可能であり、これらのデバイスはiOS 16アップデートにより他のBluetoothゲームコントローラーとともに公式サポートが追加された。

## Nintendo Switch 2のサポート
Proコントローラーは、Nintendo Switch 2本体と無線でペアリングできるほか、USBケーブルを使ってNintendo Switch 2ドックに接続し、Nintendo Switch 2本体とペアリングすることも可能である。また、USB-A to USB-CケーブルでNintendo Switch 2ドックに接続することで充電できる。

## 歴史
Nintendo Switch Proコントローラーは、2016年10月20日にNintendo Switchとともに発表され、2017年3月3日に発売された。
2019年10月14日ごろには、新バージョンのNintendo Switch Proコントローラーが店頭で確認された。このバージョンでは部品がわずかに変更され、ユニバーサル商品コードが104889Dから104889Eに更新されたのみである。2024年時点では、このリビジョンは104889Gまで進んでいる。

## 特別版

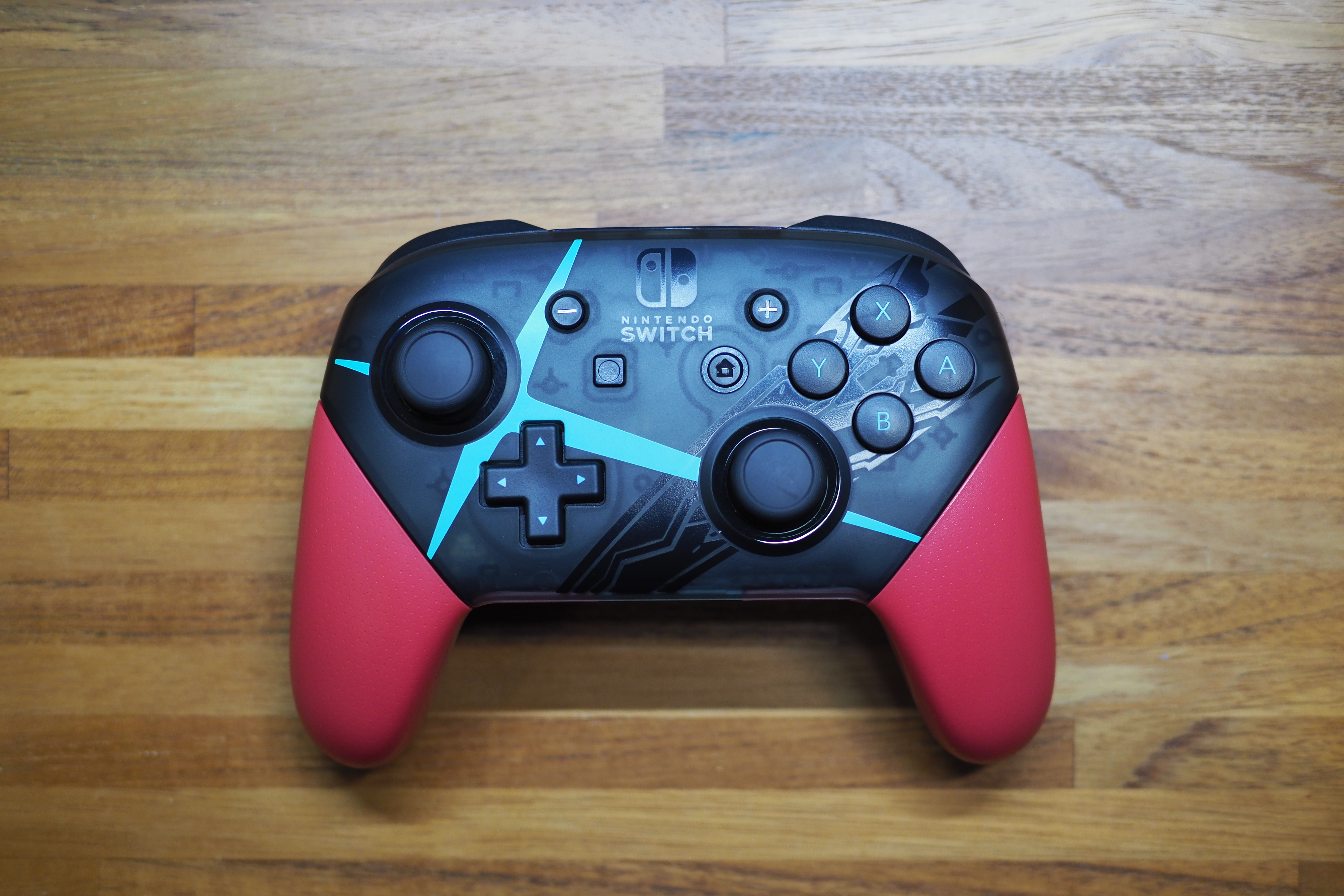
Nintendo Switch Proコントローラーゼノブレイド2エディション

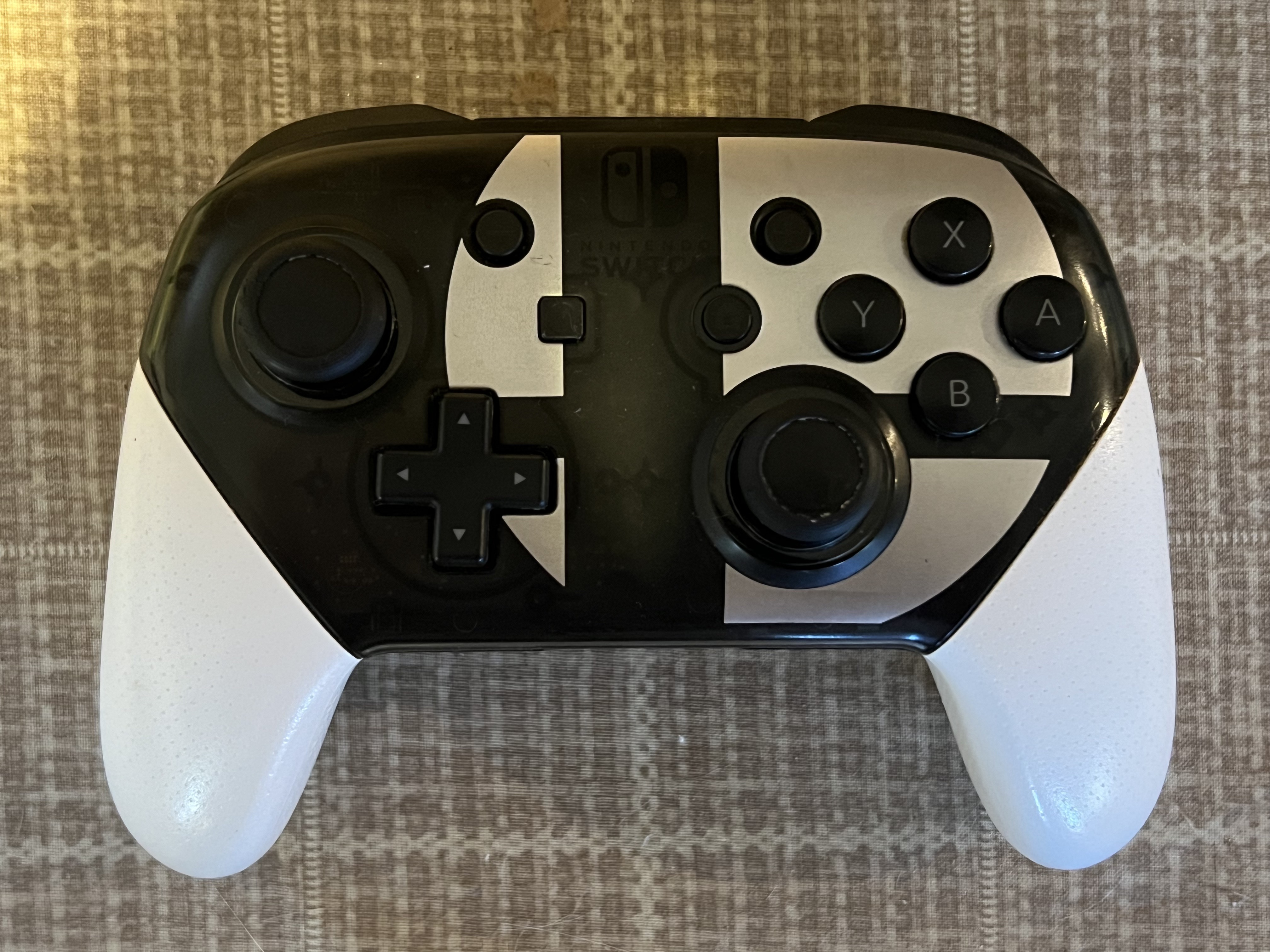
Nintendo Switch Proコントローラー大乱闘スマッシュブラザーズ SPECIALエディション

Nintendo Switch Proコントローラーの基本バージョンは黒のみであるが、以下の特別カラーエディションが発売されている。
- スプラトゥーン2エディション: 左側が緑、右側がピンクのハンドルにインクの飛び散りデザイン
- ゼノブレイド2エディション: ピンクのハンドルにホムラをイメージしたデザイン
- 大乱闘スマッシュブラザーズ SPECIALエディション: 白いハンドルに白いスマブラのロゴデザイン
- モンスターハンターライズエディション: 黒地に金色のマガイマガドデザイン
- モンスターハンターライズ: サンブレイクエディション: 黒地に銀色のメルゼナデザイン
- スプラトゥーン3エディション: 左側が青、右側がネオンイエローのハンドルにインクの飛び散りデザイン
- ゼルダの伝説 ティアーズ オブ ザ キングダムエディション: 左側が黒、右側が白のハンドルに黒いハイリアの紋章とロゴ、金色の円模様

PAX East 2019の「Inkling Open」の優勝チームには、ゴールドハンドル付きの特別なスプラトゥーン2エディションProコントローラーが授与された。
PAX East 2019の大乱闘スマッシュブラザーズトーナメントでは、優勝者に特別なスマブラロゴが刻印されたProコントローラーが授与された。また、EVO Japan 2020の大乱闘スマッシュブラザーズ SPECIALトーナメントで優勝した守矢修斗にも、金色のスマブラロゴ入りProコントローラーが贈られた。

## 評価
『TechRadar』と『IGN』は、コントローラーの操作性、ビルドクオリティ、バッテリー寿命を高く評価したが、その高価格に対して批判的であった。また、背面トリガーが浅すぎる点も批判された。

## 秘密のメッセージ
Nintendo Switch Proコントローラーのマザーボードには、右スティックを押し下げ、ソケット周囲の透明なプラスチック部分をライトで照らしながらよく見ると、「THX2ALLGAMEFANS!（すべてのゲームファンに感謝！）」という隠されたメッセージが書かれている。このメッセージは、Switch発売翌日の2017年3月4日に日本のTwitterユーザー「Geo Stream」によって初めて発見された。

## Nintendo Switch 2 Proコントローラー
Nintendo Switch 2 Proコントローラーは、Nintendo Switch 2で使用するNintendo Switch Proコントローラーの後継機である。Joy-Con 2と同様に、HD Rumble 2や、Discordのようなゲームチャットアプリで音声およびビデオチャットの操作を可能にする新しい「Cボタン」が搭載されている。背面には新しいリマップ可能なGLおよびGRボタンが追加され、底部にはオーディオジャックが装備されている。前モデルのAmiibo対応機能も引き続きサポートされている。希望小売価格は9980円である。
デザイン面では、このコントローラーは初代Proコントローラーと非常によく似ている。両者ともシェル形状や全体的なグレーの配色を共有している。ただし、Nintendo Switch 2 Proコントローラーは初代のような半透明仕様ではなく、スティック下の領域が初代コントローラーの黒とは異なり白色となっている。さらに、トリガーやショルダーボタン、その周辺上部も初代Proコントローラーの黒に対し、白色が採用されている。